# Plounéour-Ménez
Plounéour-Ménez is een gemeente in het Franse departement Finistère (regio Bretagne). De plaats maakt deel uit van het arrondissement Morlaix. Plounéour-Ménez telde op 1 januari 2022 1.298 inwoners.

## Geografie
De oppervlakte van Plounéour-Ménez bedroeg op 1 januari 2022 51,74 vierkante kilometer; de bevolkingsdichtheid was toen 25,1 inwoners per km².

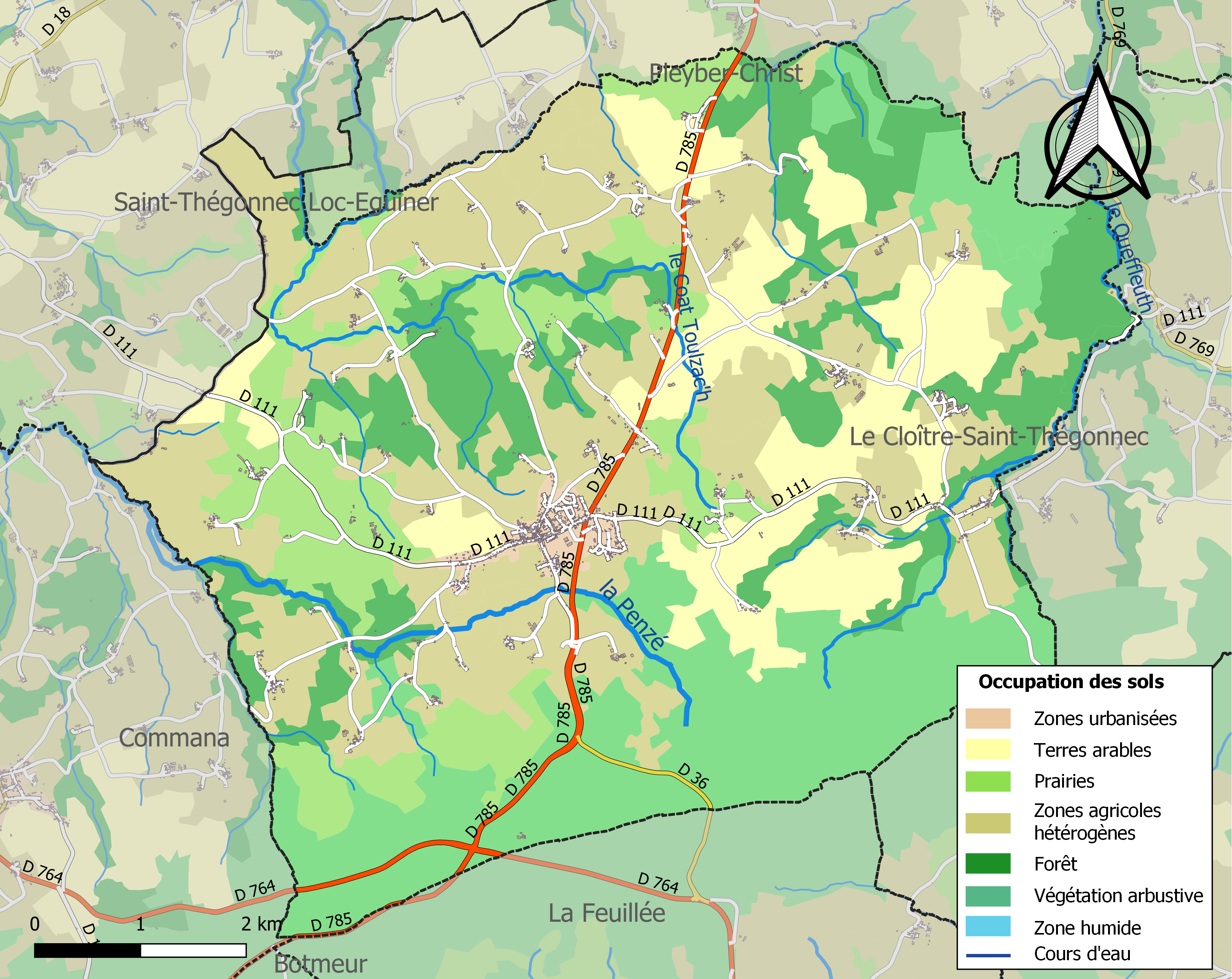
Kaart van de gemeente met belangrijkste infrastructuur, bodemgebruik en omliggende gemeenten

## Demografie
Onderstaande figuur toont het verloop van het inwonertal (bron: INSEE-tellingen).